# Yūki Takahashi (lutte)
Ne doit pas être confondu avec Yuki Takahashi (moto).
Yūki Takahashi (高橋 侑希, Takahashi Yūki, né le 29 novembre 1993 dans la préfecture de Mie) est un lutteur japonais, spécialiste de lutte libre.
Après avoir remporté le titre de champion d'Asie en 2017 à New Delhi, il est également sacré champion du monde à Paris la même année dans la plus légère dès catégories, celle des moins de 57 kg.